# Martin Habersaat

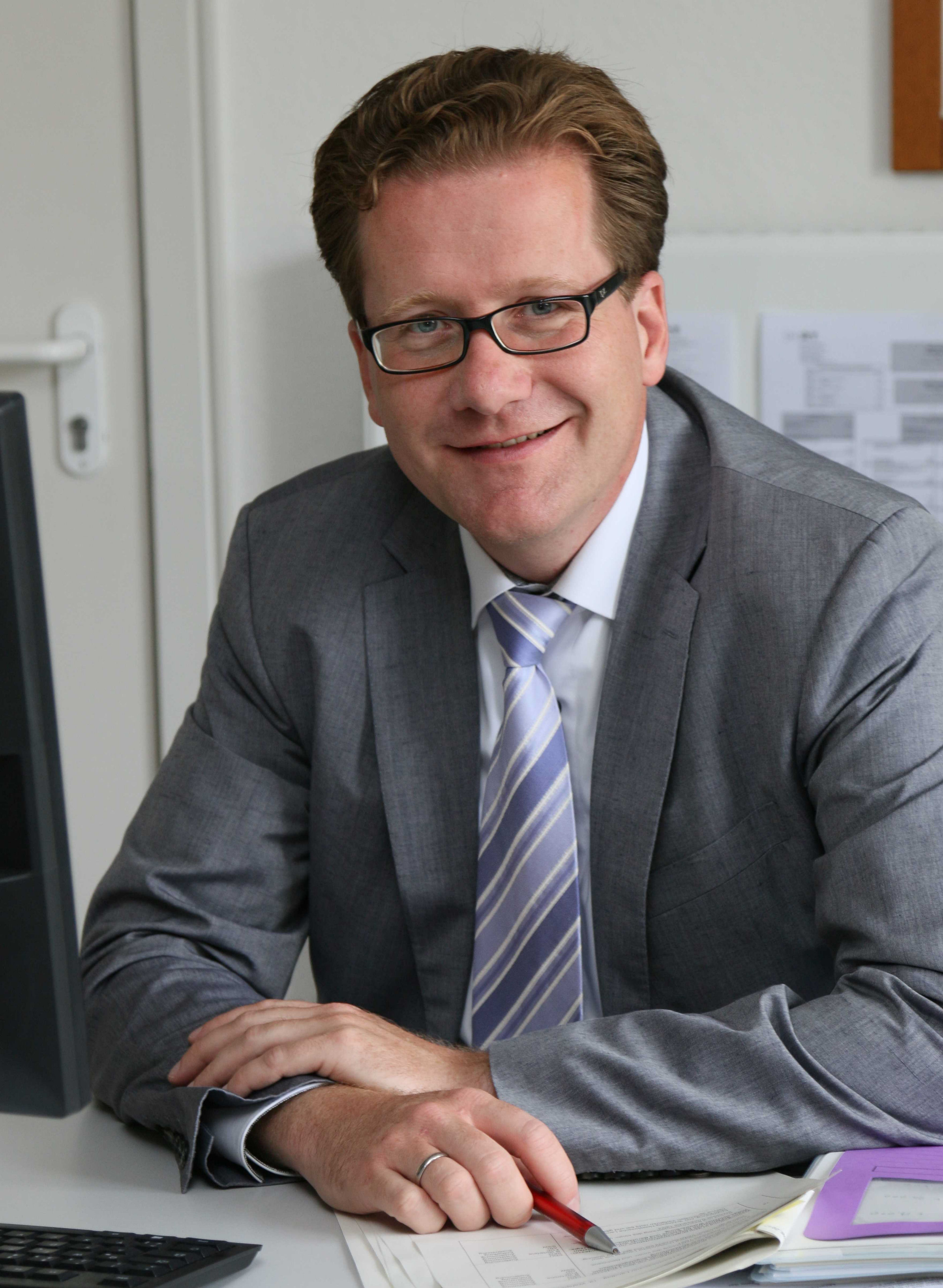
Martin Habersaat 2017

Martin Habersaat (* 18. Februar 1977 in Hamburg) ist ein deutscher Politiker (SPD). Er ist seit 2009 Mitglied des Schleswig-Holsteinischen Landtags, Vorsitzender des Bildungsausschusses und bildungspolitischer Sprecher der SPD-Landtagsfraktion.

## Ausbildung
Habersaat wuchs in Barsbüttel auf und lebt heute mit seiner Frau und den beiden gemeinsamen Söhnen in Reinbek. Nach dem Abitur 1996 am Gymnasium Marienthal leistete er seinen Zivildienst in der ev.-luth. Kirchengemeinde Barsbüttel. Er studierte bis 2004 an der Universität Hamburg die Fächer Deutsch und Geschichte für das Lehramt Oberstufe an Allgemeinbildenden Schulen (LOA). Von 2004 bis 2006 absolvierte er das Referendariat an der Sachsenwaldschule in Reinbek. Von 2006 bis 2009 war er als Studienrat am Emil-Krause-Gymnasium in Hamburg tätig und unterrichtete die Fächer Deutsch, Geschichte und PGW (Politik-Gesellschaft-Wirtschaft). Als Beamter ist er für die Dauer seines Landtagsmandats beurlaubt.

## Politik
Habersaat trat 1998 in die SPD ein. Von 2001 bis 2004 war er Vorsitzender des SPD-Ortsvereins Barsbüttel, von 2004 bis 2012 war er Vorsitzender des SPD-Kreisverbandes Stormarn. Von 2003 bis 2013 gehörte er der Gemeindevertretung von Barsbüttel an, 2003 bis 2012 auch dem Kreistag des Kreises Stormarn. Martin Habersaat ist 2009, 2017 und 2022 über die Landesliste in den Landtag eingezogen, 2012 gewann er seinen Wahlkreis (Stormarn-Süd, bestehend aus den Städten und Gemeinden Reinbek, Glinde, Barsbüttel, Oststeinbek und Wentorf bei Hamburg) und zog mit einem Direktmandat in den Landtag ein.
Habersaat ist seit 2022 Vorsitzender des Bildungsausschusses des Landtags. Er war Mitglied der von 2010 bis 2012 tagenden Enquete-Kommission „Norddeutsche Zusammenarbeit“ und 2016/2017 Gründungsvorsitzender des Ausschusses für die Zusammenarbeit der Länder Schleswig-Holstein und Hamburg, dem er heute als Mitglied angehört. Im Mai 2011 wurde er zum bildungspolitischen Sprecher der SPD-Landtagsfraktion gewählt. 2012–2022 gehörte er als stellvertretender Fraktionsvorsitzender dem geschäftsführenden Fraktionsvorstand an. 2024 wurde er erneut als stellvertretender Fraktionsvorsitzender in den Fraktionsvorstand gewählt.
Habersaat war Mitglied der 16. Bundesversammlung, die am 12. Februar 2017 im Reichstagsgebäude in Berlin Frank-Walter Steinmeier zum Bundespräsidenten wählte.

## Privates
Habersaat ist verheiratet und Vater von zwei Söhnen. Er ist evangelisch-lutherischer Konfession.